# Samuel K. Doe
Samuel Kanyon Doe, född 6 maj 1951 i Tuzon, Grand Gedeh County, Liberia, död 9 september 1990 i Monrovia, var en liberiansk militär som var landets diktator 1980–1990, från 1984 med titeln president.

## Bakgrund
Doe tillhörde krahn-stammen från Liberias inre. I likhet med många andra infödda liberianer ogillade han de privilegier och det inflytande som åtnjöts av amerikoliberianerna, det vill säga ättligarna till de frigivna amerikanska slavar som grundade kolonin 1821. Han tog värvning i armén 1969 och blev översergeant 1979.

## Militärkuppen 1980
Doe utnyttjade den politiska instabilitet som uppstått i landet under president William R. Tolberts tid vid makten och iscensatte en militärkupp tidigt på morgonen den 12 april 1980. Doe ledde en grupp av 17 soldater från krahnstammen till presidentvillan, där de dödade 30 vakter och tjänstemän samt president Tolbert, som kom från den amerikoliberianska eliten. Därefter utsattes 13 ledande Tolbert-anhängare för en summarisk rättegång och avrättades. Efter kuppen utsåg Doe sig själv till general. Han etablerade folkets inlösningsråd (People's Redemption Council, PRC) för att styra landet. PRC bestod av Doe som ordförande och 14 andra militärer av lägre grad.
Doe styrde landet som en militärdiktatur och upphävde Liberias konstitution till 1984, då en ny konstitution godkändes genom en folkomröstning. Doe utsågs då till president av nationalförsamlingen.
Eftersom konstitutionen krävde att presidenten skulle vara minst 35 år gammal, ändrade Doe sitt officiella födelseår från 1951 till 1950.

## Förhållandet till USA
USA hade länge gett omfattande bistånd till Liberia och hade militärt samarbete med landet, vilket gav USA möjlighet att ha baser där. Under Tolberts styre från 1971 hade förhållandet till USA blivit sämre, och Liberia hade upprättat kontakter med Sovjetunionen, Kina och Kuba, samtidigt som kontakterna med Israel avbröts under Yom Kippur-kriget i oktober 1973.
Doe stöddes som president av USA, trots att han kommit till makten i en blodig militärkupp. Han återställde relationen till USA och blev en viktig allierad under kalla kriget. Bland annat fick USA tillgång till Liberias hamnar för att basera en styrka mot säkerhetshot. Kontakterna med Libyen avbröts och de med Israel återupptogs. Under de första fem åren av Does regim fick Liberia 500 miljoner dollar i direkt och indirekt bistånd från USA.

## Presidentvalet, kuppförsök och uppror
1985 valdes Doe till president i ett val som fördömdes av hans motståndare som riggat. Han slog ner ett kuppförsök i november 1985 och svors in som president den 6 januari 1986.
Does tid som president karaktäriserades av försämrade ekonomiska förhållanden. Doe hotades ständigt av mordförsök och kuppförsök, som han slog ner med stor hänsynslöshet. Hans gynnande av den egna krahnstammen och hans hänsynslöshet ledde till ett uppror mot honom som började i östra Liberia i slutet av 1989 då Charles Taylors styrkor invaderade från Elfenbenskusten. Taylor var en av Does gamla vänner och en före detta minister som tvingats fly landet efter en korruptionsskandal 1984.  
1989 hade kalla kriget tagit slut och USA:s intresse för att stödja Doe hade minskat. USA valde dock att inte aktivt försöka få bort honom, utan nöjde sig med att evakuera sina egna medborgare från landet 1990.
I juli 1990 hade rebellstyrkorna ryckt fram till huvudstaden Monrovia, men Doe vägrade att ge upp. Den 9 september 1990 togs Doe till fånga av rebellstyrkor under Prince Yormie Johnson, i samband med att han besökte ECOWAS övervakningsstyrka som nyligen hade skickats till Liberia. Johnsons soldater torterade och mördade Doe senare samma dag.